# Tanganyicia rufofilosa
Tanganyicia rufofilosa е вид коремоного от семейство Paludomidae. Видът е почти застрашен от изчезване.

## Разпространение
Разпространен е в Бурунди, Демократична република Конго, Замбия и Танзания.